# Wahlkreis Donnersberg
Der Wahlkreis Donnersberg (Wahlkreis 40, bis zur Landtagswahl 2016 noch Wahlkreis 39) ist ein Landtagswahlkreis in Rheinland-Pfalz. Er umfasst den Donnersbergkreis und vom Landkreis Bad Dürkheim die ehemalige Verbandsgemeinde Hettenleidelheim. Der Wahlkreis gilt landesweit als eine der ausgeprägtesten Hochburgen der SPD, deren Kandidaten ihn stets direkt gewinnen konnten. Aktuell gewählte Abgeordnete ist Jaqueline Rauschkolb von der SPD.

## Wahl 2021
Bei der Landtagswahl 2021 vom 14. März 2021 entfielen im Wahlkreis auf die einzelnen Wahlvorschläge:
| Direktkandidaten     | Partei           | Wahlkreisstimmen in % | Landesstimmen in % |
| -------------------- | ---------------- | --------------------- | ------------------ |
| Jaqueline Rauschkolb | SPD              | 32,1                  | 38,1               |
| Andrea Schmitt       | CDU              | 25,7                  | 23,5               |
| Ulrike Beckmann      | AfD              | 10,8                  | 11,1               |
| Michael Vettermann   | FDP              | 8,4                   | 5,3                |
| Lisett Stuppy        | Grüne            | 11,4                  | 7,7                |
| –                    | Die Linke        | –                     | 2,4                |
| Manfred Buffo        | Freie Wähler     | 11,5                  | 6,1                |
| –                    | Piraten          | –                     | 0,6                |
| –                    | ÖDP              | –                     | 0,6                |
| –                    | Klimaliste       | –                     | 0,5                |
| –                    | Die PARTEI       | –                     | 1,1                |
| –                    | Tierschutzpartei | –                     | 2,4                |
| –                    | Volt             | –                     | 0,7                |

## Wahl 2016
Zur Wahl vom 13. März 2016 sind im Wahlkreis zugelassen worden:
| Direktkandidaten                  | Partei       | Wahlkreisstimmen | Landesstimmen |
| --------------------------------- | ------------ | ---------------- | ------------- |
| Jaqueline Rauschkolb              | SPD          | 37,4 %           | 38,8 %        |
| Simone Huth-Haage                 | CDU          | 31,5 %           | 26,2 %        |
| Jamill Sabbagh                    | GRÜNE        | 7,1 %            | 4,7 %         |
| Christian Ritzmann                | FDP          | 6,8 %            | 5,5 %         |
| Helmut Schmidt                    | DIE LINKE    | 5,5 %            | 2,9 %         |
| Günther Mack                      | Freie Wähler | 11,7 %           | 3,3 %         |
| –                                 | AfD          | –                | 15,6 %        |
| –                                 | Sonstige     | –                | 3,0 %         |
| Wahlberechtigte: 66.569 Einwohner |              |                  |               |
| Wahlbeteiligung: 70,6 %           |              |                  |               |

- Jaqueline Rauschkolb (SPD) wurde direkt gewählt.[4]
- Simone Huth-Haage (CDU) wurde über die Landesliste (Listenplatz 16) gewählt.[5]

## Wahl 2011
Die Ergebnisse der Wahl zum 16. Landtag Rheinland-Pfalz vom 27. März 2011:
| Direktkandidaten                  | Partei       | Wahlkreisstimmen | Landesstimmen |
| --------------------------------- | ------------ | ---------------- | ------------- |
| Margit Conrad                     | SPD          | 39,7 %           | 41,5 %        |
| Simone Huth-Haage                 | CDU          | 33,3 %           | 28,5 %        |
| Christian Ritzmann                | FDP          | 2,8 %            | 3,8 %         |
| Doris Hartelt                     | GRÜNE        | 11,8 %           | 13,7 %        |
| Hubert Lauer                      | DIE LINKE    | 3,6 %            | 3,5 %         |
| Christian Ebert                   | NPD          | 2,8 %            | 2,7 %         |
| Günther Mack                      | Freie Wähler | 4,0 %            | 3,4 %         |
| Klaus Georg Brand                 | PIRATEN      | 2,1 %            | 2,0 %         |
| –                                 | Sonstige     | –                | 1,0 %         |
| Wahlberechtigte: 59.355 Einwohner |              |                  |               |
| Wahlbeteiligung: 62,2 %           |              |                  |               |

- Margit Conrad (SPD) wurde direkt gewählt.[6]
- Simone Huth-Haage (CDU) wurde über die Landesliste (Listenplatz 20) gewählt.[8]

## Wahl 2006
Die Ergebnisse der Wahl zum 15. Landtag Rheinland-Pfalz vom 26. März 2006:
| Direktkandidaten                  | Partei   | Wahlkreisstimmen | Landesstimmen |
| --------------------------------- | -------- | ---------------- | ------------- |
| Margit Conrad                     | SPD      | 47,9 %           | 49,0 %        |
| Simone Huth-Haage                 | CDU      | 39,4 %           | 26,1 %        |
| Frank Petry                       | FDP      | 7,2 %            | 7,3 %         |
| –                                 | GRÜNE    | –                | 4,5 %         |
| –                                 | FWG      | –                | 3,0 %         |
| –                                 | NPD      | –                | 3,0 %         |
| Thomas Mollstätter                | WASG     | 5,6 %            | 4,1 %         |
| –                                 | Sonstige | –                | 3,1 %         |
| Wahlberechtigte: 59.963 Einwohner |          |                  |               |
| Wahlbeteiligung: 59,4 %           |          |                  |               |

- Margit Conrad (SPD) wurde direkt gewählt.[9]
- Simone Huth-Haage (CDU) wurde über die Landesliste (Listenplatz 24) gewählt.[11]